# Жота (футболіст, 2002)
Жоау Паулу дос Сантуш Перейра або просто Жота (порт. João Paulo dos Santos Pereira / Jota; нар. 22 липня 2002, Гімарайнш, Португалія) — португальський футболіст, нападник та правий вінґер «Олександрії».

## Клубна кар'єра

### «Віторія»
Народився в місті Гімарайнш. Футбольний шлях розпочав у дитячій команді «Амігос де Ургесеш». Згодом перебрався до «Візели». На початку липня 2013 року перейшов до академії «Віторія». У складі команди рідного міста швидко рухався юнацькими та молодіжними командами й на початку липня 2021 року переведений до резервної команди «Віторії». У футболці «Віторії Б» дебютував 21 серпня 2021 року в програному (2:3) виїзному поєдинку 2-го туру Серії А Третьої ліги Португалії проти «Олівейренсе». Жоау вийшов на поле на 65-й хвилині замість Діогу Паулу. Першим голом за команду відзначився 22 жовтня 2021 року на 84-й хвилині переможного (1:0) домашнього поєдинку 6-го туру Серії А Третьої ліги Португалії проти «Анадії». Перейра вийшов на поле на 63-й хвилині. Загалом за резервну команду «Віторії» зіграв 45 матчів та відзначився 9-ма голами в Третій лізі. За першу команду клубу дебютував 28 липня 2022 року в нічийному (0:0) виїному поєдинку другого раунду Ліги конференцій УЄФА проти «Академії Пушкаша». Жота вийшов на поле на 76-й хвилині замість Рубена Ламейраша. Окрім цього виходив на поле ще в 3-х поєдинках кубку Португалії.

### «Санжуаненсі»
22 липня 2024 року вільним агентом перейшов до «Санжуаненсі». Дебютував за нову команду 3 серпня 2024 року в програному (0:1) домашньому поєдинку 1-го туру Серії А Третьої ліги Португалії проти «Амаранте». Жоау вийшов на поле на 72-й хвилині замість Луїша Пінту. Першим голом за «Санжуаненсі» відзначився 31 серпня 2024 року на 90+2-й хвилині переможного (2:1) домашнього поєдинку 5-го туру Серії А Третьої ліги Португалії проти «Сан-Жоау де Вер». Жота вийшов на поле в стартовому складі та відіграв увесь матч. Загалом у футболці клубу зіграв 28 матчів (7 голів) у третьому дивізіоні чемпіонату Пртугалії та 3 поєдиник у кубку Португалії.

### «Олександрія»
Наприкінці червня 2025 року за даними ЗМІ перейшов до «Олександрії», з якою офіційно уклав угоду 1 липня 2025 року, розраховану до 30 червня 2028 року з можливістю продовження ще на один рік. Дебютував за «алексів» 24 липня 2025 року в програному (0:2) номінально домашньому поєдинку другого раунду Ліги конференцій УЄФА проти белградського «Партизана».

## Кар'єра в збірній
У футболці юнацької збірної Португалії (U-18) дебютував 4 вересня 2019 року в переможному (2:0) виїзному товариському поєдинку проти однолітків з Росії. Жота вийшов на поле на 68-й хвилині замість Енріке Араужу. Загалом у вересні 2019 року виходив на поле в 3-х поєдинках юнацької збірної Португалії вище вказаної вікової категорії.